# Мехтильда Австрийская
Эрцгерцогиня Мехтильда Австрийская (2 января 1891 — 2 июля 1966) — эрцгерцогиня Австрийская, принцесса Венгрии, Чехии и Богемии, кузина короля Испании Альфонсо XIII. Дочь Карла Стефана, эрцгерцога Австрийского и Марии Терезы Австрийской. В замужестве княгиня Чарторыйская.

## Жизнь

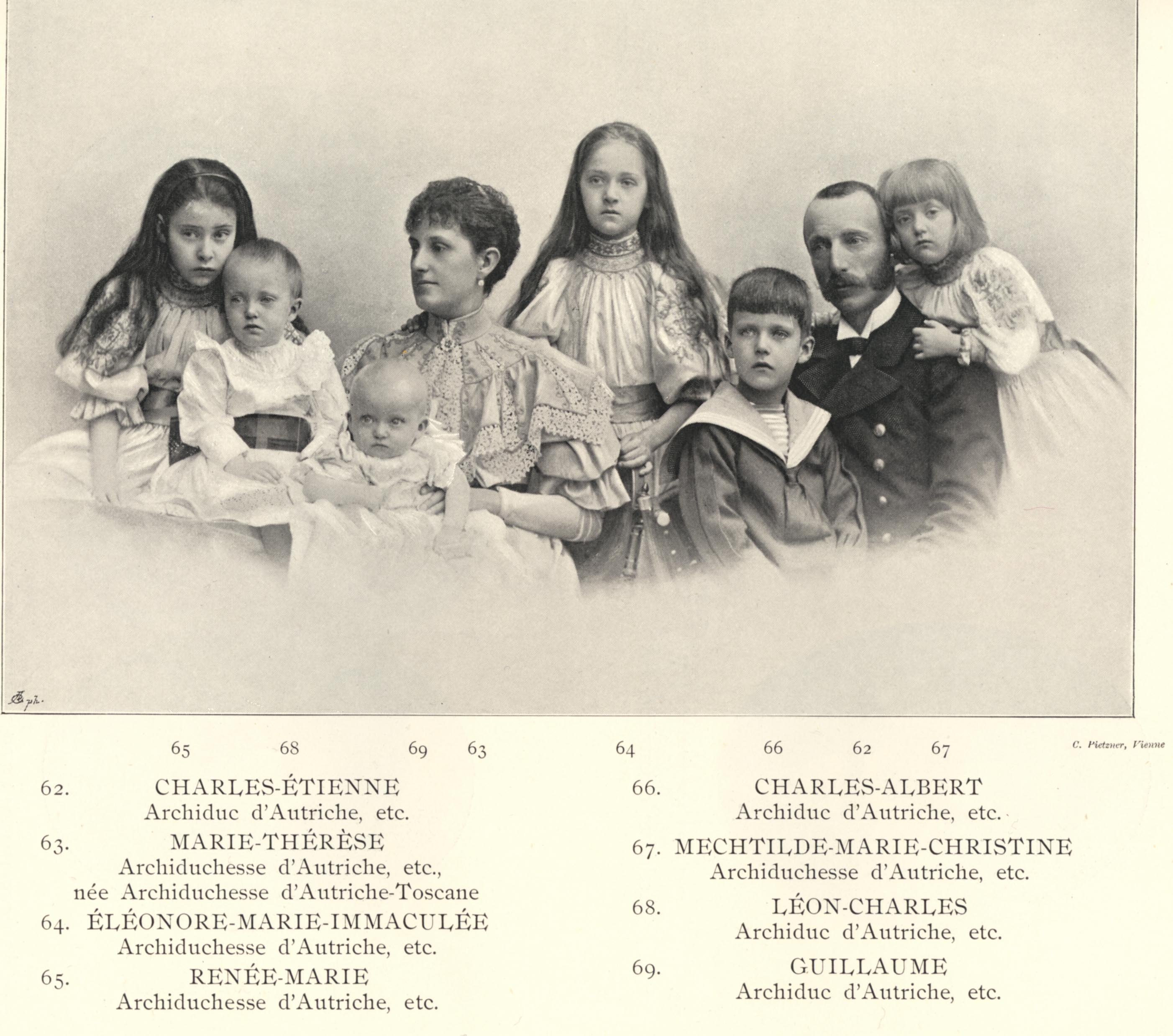
Мехтильда с родителями, братьями и сёстрами (1896 год)

2 января 1891 года родилась Мехтильда в семье австрийского эрцгерцога из Тешенской линии Габсбургов Карла Стефана и его супруги Марии Терезы, эрцгерцогини Австрийской. Всего в семье было шестеро детей: Рената, Элеонора, Карл Альбрехт, Карл Лео и Вильгельм. Отец Мехтильдлы был братом испанской королевы Марии Кристины. Таким образом, она была кузиной короля Альфонсо XIII. Мать была внучкой короля Обеих Сицилий Фердинанда II. Эрцгерцогиня получила домашнее образование. Родители уделяли большое внимание изучению иностранных языков. В итоге Мехтильда выучила немецкий, итальянский, французский и английский языки, а после брака — польский. Большую часть времени она проводила на полуострове Истрия, где служил её отец. Семья была очень богата и владела поместьем на Адриатическом море и дворцом в Вене. В 1895 года её отец унаследовал огромные в земли в Галиции от своего родственника эрцгерцога Альбрехта, герцога Тешенского. С 1907 года семья проживала в своей резиденции в замке Живец в Западной Галиции.
Эрцгерцог Карл Стефан оставил службу на флоте, и центром его амбиций было создание польской ветви династии Габсбургов. Старшую сестру Мехтильды Ренату отец выдал замуж за очень богатого польского князя Иеронима Радзивилла в 1909 году. После этого он стал искать подходящую польскую партию и для младшей дочери Мехтильды. Избранником эрцгерцогини стал князь Ольгерд Чарторыйский, представитель знаменитейшего польского рода. Свадьба состоялась 11 января 1913 года в замке Живец. После брака Мехтильда лишилась своего титула эрцгерцогини Австрийской, принцессы Венгрии, Чехии и Богемии, так её супруг, как и муж сестры Ренаты, не принадлежал к особам королевской крови. В семье родилось четверо детей. Во время Второй мировой войны супруги бежали в Южную Америку, где проживали в Петрополисе вместе с членами императорского дома Бразилии. Князь Ольгерд был послом Мальтийского ордена в Бразилии и Парагвае много лет. Мехтильда оставалась в Бразилии до конца жизни. Она умерла 2 июля 1966 года в Рио-де-Жанейро. Её супруг умер одиннадцать лет спустя. Сейчас потомки Мехтильды и Ольгерда проживают в Европе и Бразилии.

## Дети
В браке родилось четверо детей:
- Константин Чарторыйский (1913—1989), женат на графине Каролине Плятер-Зиберк, 2 детей
- Цецилия Чарторыйская (1915—2011), вышла замуж за графа Ежи Росторовского, 4 детей
- Изабелла Чарторыйская (1917—2015), вышла замуж за графа Рафаэля Бнински, 1 сын
- Александр Чарторыйский (1919—2007)